# Henri Sainctelette
Henri Charles Marie Sainctelette (Mons, 18 mars 1851 - 3 juillet 1905) était un docteur en droit et avocat de Belgique devenu homme politique de tendance libérale.

## Biographie
Henri Charles Marie Sainctelette est le fils de Charles-Xavier Sainctelette (1825-1898), avocat à la Cour de Cassation (la plus haute juridiction judiciaire belge), censeur à la Banque Nationale, député à la Chambre des représentants, ministre des travaux publics dans le gouvernement Frère-Orban II, et de Caroline Agnès Joséphine Ernestine Corbisier, fille du sénateur de l’arrondissement de Mons, Frédéric Corbisier.
Il est d'abord diplômé d'un doctorat en droit à l'Université libre de Bruxelles en 1874 et l'année suivante il obtient un doctorat en sciences politiques et administratives à l'Université de Liège. Il commence sa carrière en tant qu'avocat à Mons et se spécialise dans les problèmes d'accident de travail et de transport.

## Généalogie
Parents,
- Charles Xavier Sainctelette (1825-1898)
- Caroline Agnès Joséphine Ernestine Corbisier

Grands-parents maternels
- Frédéric Corbisier (1796-1877)
- Joséphine Corbisier

Grands-parents paternels
- Charles François Sainctelette (1795-1894)
- Marie Catherine Priez (1794-1887)

Oncles et tantes paternels
- Pierre Emile Sainctelette (1826-1887)
- Louis Adolphe Sainctelette (1829-1899)
- Laure Evelyne Joséphine Caroline Sainctelette (1835-1870)

## Carrière politique
Henri Sainctelette était membre du Parti Libéral. Il commence sa carrière politique en tant que conseiller communal, à Mons en 1880. Il devient échevin en 1882 et continuera d’exercer ses fonctions jusqu’en 1888. Enfin, il terminera par se faire élire bourgmestre de Mons de 1888 jusqu’à son décès en 1905, et en1894, il est élu sénateur de l'arrondissement de Mons à titre honorifique et occupera ce poste jusqu'à sa mort. Durant ses 15 années de mandat, il initia des travaux d’urbanisation dans sa ville. Il est notamment à l’origine de la construction d'un réseau d’égouttage, la rénovation de certains quartiers et le repavage d'une grande partie de la voirie. Ces travaux avaient été commencés par son prédécesseur François Dolez[réf. souhaitée], qui était alors échevin des travaux publics à Mons de 1836 à 1840 et qui a finalisé la démolition des fortifications, le tracé des boulevards et de nombreuses rues, ainsi que la construction de plusieurs bâtiments publics. Dolez a également fait détourner une rivière du nom de ‘La Trouille’ du centre de la ville, et a fait aménager le premier système de raccordement à l'eau courante, grâce à la machine à eau. Il est aussi sénateur de 1866 à 1882. Il a donné son nom à l'un des boulevards qu'il avait fait percer.
En 1884, avec son représentant Emile Hardy, il a occupé la place de secrétaire de l' ''Association Houillère'' au sein d'une commission gouvernementale visant à trouver des moyens d'amoindrir les conséquences de la crise économique qu'a traversé l'industrie houillère.
En 1890, le collège montois présidé par Henri Sainctelette a inauguré un monument érigé en l'honneur de Jean-Charles Houzeau de Lehaie, et ce en compagnie des responsables de l'Observatoire Royal de Belgique, de l'Académie Royale de Belgique et de toutes les autorités politiques de la région. Houzeau était un célèbre astronome, météorologiste, géologue, géographe et écrivain. Ce monument est une colonne astronomique et météorologique de 7 mètres de haut sur piédestal, taillée en pierre bleue de Soignies et portant un médaillon de marbre blanc représentant le buste de Houzeau.

## Distinctions
- Chevalier de l'ordre de Léopold

## Évènement marquant
En 1893, son mandat de Bourgmestre de la ville de Mons va être marqué par le drame de ‘la fusillade de l’avenue de Jemappes’. Nous sommes à cette époque le 17 avril. L’économie mondiale est entrée, depuis la crise bancaire de 1873, dans une phase de ralentissement qui durera jusqu’en 1896. Le contexte économique et social est extrêmement difficile. Cette crise se ressentira en Belgique et particulièrement dans le Borinage où la condition ouvrière est précaire. Cette période est caractérisée par la hausse du chômage et une baisse des salaires. A cela s’ajoute des journées de travail longues et pénibles notamment pour les femmes et les enfants. Ces insatisfactions revendiquées par le POB, Parti Ouvrier belge déclenchent une grève générale en vue de l’instauration du suffrage universel. La veille, le parlement belge rejettera la proposition de Paul Janson. Les activistes décident dès lors de venir manifester à Mons. Henri Sainctelette, alors bourgmestre, interdit la manifestation et demande à la Garde Civique d’empêcher les manifestants de pénétrer dans la ville. Peu habituée aux manifestations, cette Garde Civique perd son sang-froid, dans un affrontement qui la dépasse. Ces conflits feront 5 morts et 9 blessés graves.
« Entre Mons et le Borinage, il y a désormais une barrière de sang. Borains, n’oublions pas le sang répandu. Mais gardons désormais notre calme et luttons jusqu’au jour où nous aurons acquis nos droits. Alors nous nous souviendrons. », pouvait-on lire sur une affiche après la fusillade.
Parallèlement à cela, Paul Janson, libéral progressiste, parvient à faire adopter en février 1893, après de nombreuses propositions refusées, la proposition de la révision de la Constitution, dont l’article 47. Un compromis fut trouvé en un système de vote plural, et le suffrage universel (masculin) sera adopté en Belgique en 1919,.

## Publications[9]
- Responsabilité et garantie accidents de transport et de travail, Bruxelles,1884.
- Les accidents de travail. Étude de droit et de législation comparée, Bruxelles, 1890.

## Notoriété
Plusieurs lieux publics portent son nom mais le plus notable est le boulevard Sainctelette de Mons (N.B.: La place Sainctelette située à Bruxelles ne lui rend pas directement hommage mais a été baptisée en la mémoire de son père Charles-Xavier Sainctelette).
Un haut-relief en bronze (coulé par la Compagnie des Bronzes de Bruxelles) conçu en 1924 par le sculpteur français Louis-Henri Devillez et réalisé par Camille Lefèvre, le représente dans le Jardin du Mayeur, à l'arrière de l'Hôtel de ville. Ce monument met en scène une dame assise et endeuillée (celle-ci représente sûrement la Ville de Mons au vu des armoiries que l'on aperçoit derrière elle) devant le portrait d'Henri Sainctelette, suspendu par des anges.